# Rangtong
Rangtong (z j. tybetańskiego „pustość siebie”) – tybetańskie określenie na dwie doktryny madhjamaki, tj. swatantrikę i prasangikę, istniejące w celu odróżniania ich od doktryny szentong (język tybetański „Pustość Innego”).

## Geneza i znaczenie
Dolpopa Sherab Gyaltsen (1292-1361 r. n.e.) utworzył nowy tybetański system madhjamaki nazwany szentong (w tłumaczeniu „Pustość Innego”). W systemie tym podjął się próbie połączenia dwóch wielkich przekazów („Środkowej Ścieżki” od Mandziuśriego i Nagardżuny oraz przekaz nauk o naturze buddy od Majtrei i Asangi) w jedną spójną całość pomimo ich wyjątkowości różnorodności terminologii.
W swoim kluczowym dziele „Czwarte Zgromadzenie” (transliteracja Wyliego: Bka’ bdu bzhi pa) napisał:
„W tej tradycji nie wszystko jest pozbawione swojej własnej natury. Dokładnie rozróżniając „pustość własnej natury” (rangtong) i „pustość innego” (szentong), cokolwiek jest względne, jest uważane za pozbawione własnej natury, a to, co jest absolutne jest uważane za całkowicie pozbawione innego (lecz np. nie pozbawione natury buddy)”.
Doktryny rangtong według ujęcia szentong podkreślają, że zjawiska według ostatecznej analizy są pozbawione własnej wrodzonej, inherentnej natury, a pojawiają się tylko jako współzależne powstające przejawienia (np. pod wpływem dwunastu ogniw współzależnego powstawania oraz prawa czynów karmicznych). Naturę rzeczywistości i umysłu nie można opisać konceptualnie, a należy ją doświadczać tylko bezpośrednio za pomocą odpowiednich do tego praktyk doświadczalnych. W analizie stosowanej dla teorii zrozumienia (natury) rzeczywistości wykazuje się błędne stanowiska na temat jej istnienia poprzez tzw. prawomocne poznanie (ang. valid cognitions). W tym celu można stosować argumenty zwane reductio ad absurdum inaczej prasanga, a prasangika czyni to do momentu, aż nie zostaną porzucone wszelkie autonomiczne stanowiska. W analizie prasangika nie utrzymuje własnego unikalnego stanowiska nie dając możliwości popadnięcie w błąd, który mógłby być również w stosunku do niego wykazany. Swatantrika natomiast przyjmuje strategię analizy za pomocą wykazywania również autonomicznych stanowisk zwanych swatantra w celu dojścia do ostatecznego wglądy w siunjatę poza wszelkimi odniesieniami z analiz.
Tymczasem teoria doktryny szentong udowadnia, że niemożliwe jest zanegowanie (czy to przez stanowiska swatantriki czy przez negowanie prasangiki) tego co szentong uznaje za „prawdę ostateczną”, tzn. istnienia wolnej od pojęć, poza-konceptualnej natury buddy. W tym celu szentong stosując termin rangtong porzuca rozróżnienie między swatantriką i prasangiką na rzecz utrzymania „aspektu doskonale obecnego” wykraczającego poza konceptualne wytwory. Tu podobnie jak czittamatra stosuje się wyróżnienie „trzech aspektów” rzeczywistości: wyobrażonego, zależnego i doskonale obecnego.